# クラレンス (馬車)

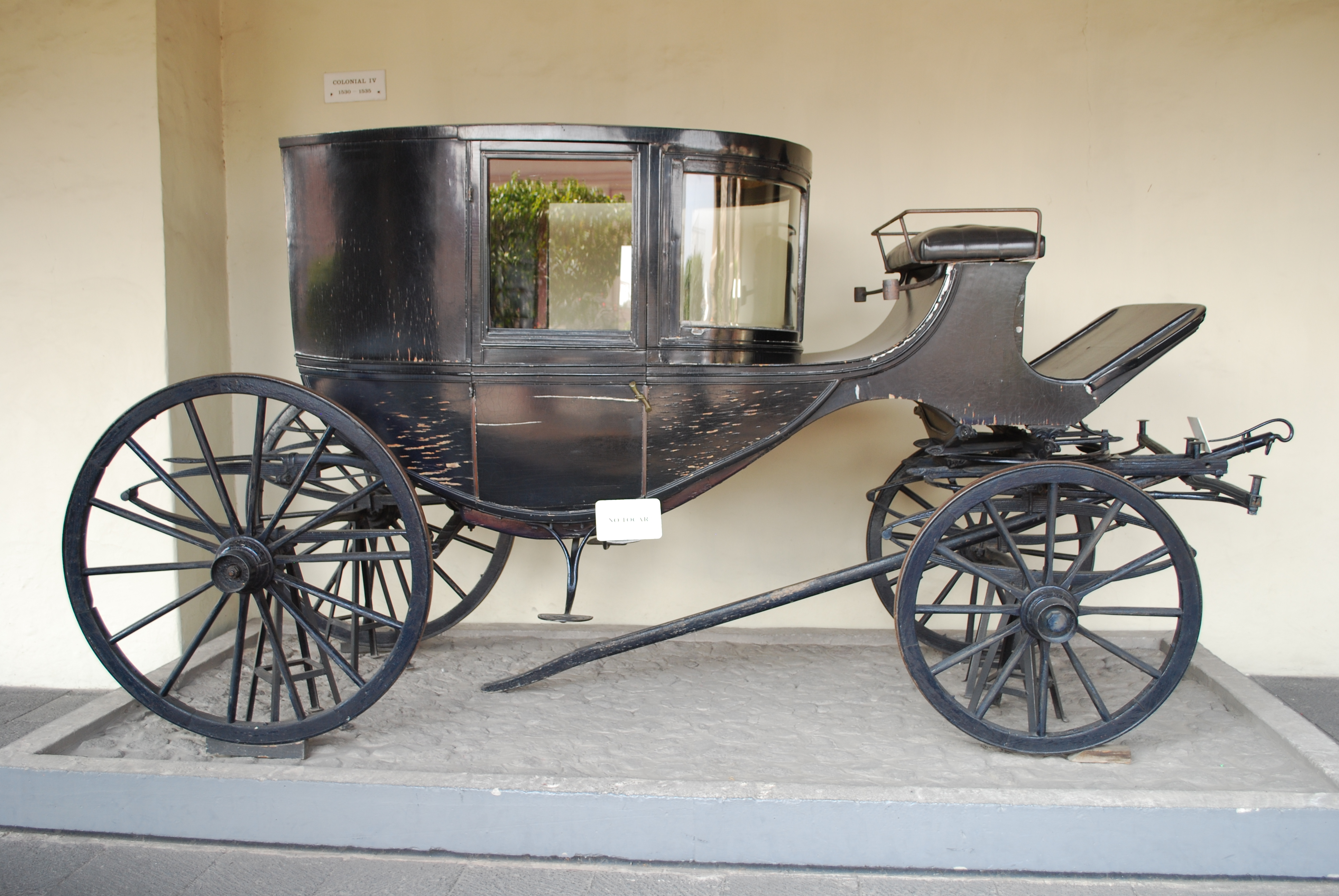

クラレンス (Clarence) は、馬車の一種で19世紀に普及していたキャリッジでクーペもしくはブルーアムの一種。グローラー(Growler)ともいわれた。4輪の馬が牽引する車両で、客室は箱型で前方部にガラスがある部屋の中に4人が2人ずつ向かい合わせで乗車する。運転手は客室外側前方上部にすわった。夜オペラや劇場に乗り付けるためにのち英国王ウィリアム4世となるウィリアム皇太子、クラレンス公(Duke of Clarence and St Andrews)にちなんだ名前で、1840年にロンドンに登場し20世紀初頭まで作られスコットランドを中心に使われた。
19世紀末には救急車仕様もあった。一般仕様では鉄タイヤかゴム巻きタイヤだったが、救急車仕様には空気入りタイヤを装着していた
現在でもロンドンの夜のツアーなどでもチャーターし夜のオペラや劇に乗り付けることができる。また冬季の結婚式用途でも用いられる。